# Bolxoie Soldàtskoie
Bolxoie Soldàtskoie (en rus: Большое Солдатское) és un poble de l'óblast de Kursk, a Rússia, que en el cens del 2010 tenia 2.681 habitants. És seu administrativa del districte rural homònim.